# Sozites kerichoensis
Sozites kerichoensis är en stekelart som beskrevs av Geoffrey John Kerrich 1969.
Sozites kerichoensis ingår i släktet Sozites och familjen brokparasitsteklar. Inga underarter finns listade i Catalogue of Life.